# Paul Thorburn
Paul Huw Thorburn (Mönchengladbach, 24 de noviembre de 1962) es un exjugador británico de rugby nacido en Alemania que se desempeñaba como fullback. Actualmente es empresario.
Thorburn posee el récord en un test match (enfrentamiento entre selecciones), del penal convertido a más larga distancia con 64 metros y 20 centímetros.

## Biografía
Se retiró de jugar en 1991. Fue director de la organización del torneo de la Copa del Mundo de 1999 y también exdirector de proyectos especiales de la Unión de Rugby de Gales.
En 2006 se unió a Ospreys Rugby después de salir de la Unión de Rugby de Gales, sin embargo dejó el club en junio de 2010 para dedicarse a otros intereses comerciales.

## Selección nacional
Debutó en los Dragones rojos en 1985.
Él ganó el récord durante el campeonato Cinco Naciones 1986 en Cardiff Arms Park con un tiro penal desde 64,2 metros contra el XV del Cardo. Un registro que todavía hoy si piensa que probablemente nunca será superado. El tiro fue aún más impresionante porque Thorburn se encontraba desde un ángulo significativo; no directamente en frente de los puestos y fue un día húmedo por lo que la pelota era más pesada.

### Participaciones en Copas del Mundo
Solo disputó una Copa del Mundo, la de Nueva Zelanda 1987 donde los dragones rojos ganaron su grupo con victorias ante Irlanda, Tonga y Canadá. En cuartos de final vencieron al XV de la Rosa 16-3, fueron derrotados por los All Blacks 49-6 y finalmente obtuvieron la medalla de bronce luego de triunfar ante Wallabies 21-22. Este es el mejor resultado obtenido por Gales en la Copa Mundial.
| Mundial                       | Sede          | Resultado     | PJ | Puntos |
| ----------------------------- | ------------- | ------------- | -- | ------ |
| Copa Mundial de Rugby de 1987 | Nueva Zelanda | Tercer puesto | 6  | 37     |